# Cyrk odjeżdża
Cyrk odjeżdża – polski film obyczajowy z 1987 roku na podstawie powieści Mariana Promińskiego Cyrk przyjechał.

## Obsada aktorska
- Małgorzata Potocka – tancerka Halina Zasławska
- Marian Kociniak – Jan Kossakowski, treser lwów
- Adam Ferency – Wincenty Chamroń, treser koni
- Sylwia Wysocka – akrobatka Wiesia Winczewska
- Krystyna Wolańska – konferansjerka Jola
- Agnieszka Robótka – tancerka Kamilka
- Krzysztof Kumor – January Gorecki
- Teresa Paszek – Gorecka
- Marian Cebulski – dyrektor Bartłomiejczyk
- Aleksander Fabisiak – dyrektor Kotela
- Zdzisław Szymborski – klown Eugeniusz Wasiak "Bimbo"
- Krzysztof Litwin – klown
- Zygmunt Bielawski – ubek
- Krzysztof Janczak – klown Michał Puciewicz
- Jan Jurewicz – Władek Michnia, pomocnik Kossakowskiego
- Stanisław Wronka – Witek Goryczko, narzeczony Wiesi
- Grzegorz Ciechowski – ubek
- Jerzy Winnicki – Skalski
- Klemens Wrzodak – "Esmeraldo"
- Alfred Małecki – żongler Szantroch
- Ryszard Markowski – Orełko
- Jacek Kałucki – pracownik cyrku

## Fabuła
Rok 1948. Do miasteczka trafia pierwszy cyrk. Treser Jan Kossakowski wywodzi się z rodziny z cyrkowymi tradycjami. Stale wchodzi w sprzeczki z treserem Chamroniem. Wiesi, córce przyjaciela, która chce opuścić cyrk oświadcza się. Związuje się z Haliną, byłą tancerką Teatru Wielkiego, pozwala jej nawet tańczyć w klatce wśród dzikich zwierząt. Ale pewnego razu podczas pokazu Kossakowski nie jest w stanie zapanować nad lwami. Jeden z nich rani go w głowę. Wiesia i Zasławska opuszczają cyrk. Dyrektorem zostaje Chamroń. Kossakowski początkowo chce odejść, ale decyduje się zostać.